# Simon the Sorcerer (reeks)
Simon the Sorcerer is een reeks van point-and-click adventures over de avonturen van tiener Simon, die ongewild een held en tovenaar werd. De spellen spelen zich af in een magische fantasiewereld. Simon belandt meermaals in situaties die gebaseerd zijn op parodieën van bestaande personages uit sprookjes en boeken zoals Goudlokje, Raponsje, De Kronieken van Narnia, Jaak en de bonenstaak, De drie geiten, In de Ban van de Ring en Aladin en de wonderlamp.

## Personage Simon
Simon is een tiener die ongewild in een magische fantasiewereld belandt. Daar blijkt hij een magiër te zijn. In de eerste twee spellen draagt hij een purperen mantel en punthoed. In de daaropvolgende delen is de kleur aangepast naar rood. Simon is een brutaal persoon die meermaals andere personages beledigt. Verder dient hij logisch na te denken of zijn magie te gebruiken om de verschillende puzzels op te lossen. Ook doorbreekt Simon de vierde wand en gaat hij soms de confrontatie met de speler aan.

## Spellen

### Simon the Sorcerer
Simon the Sorcerer was het eerste spel uit de reeks. Het werd ontwikkeld door Adventure Soft en kwam in 1993 uit voor DOS en Amiga.
Het spel start wanneer Chippy, de hond van protagonist Simon, op de zolder van hun huis een kist vindt met daarin een magisch boek. Nadat Simon het boek op de grond gooit, ontstaat er een wormgat. Chippy springt in het wormgat en verdwijnt. Simon besluit om zijn hond achterna te gaan. Simon wordt getransporteerd naar een andere dimensie: een magische wereld. Daar belandt hij in de kookpot van drie goblins. Nadat hij is ontsnapt, ontdekt hij dat hij is uitgekozen voor een queeste: hij dient de goede tovenaar Calypso te redden. Deze werd ontvoerd door de slechte magiër Sordid.

### Simon the Sorcerer II: The Lion, the Wizard and the Wardrobe
Simon the Sorcerer II: The Lion, the Wizard and the Wardrobe, ook gekend als Simon the Sorcerer II, is het tweede spel uit de reeks. Het werd eveneens gemaakt door Adventure Soft en uitgebracht in 1995.  De titel is een parodie op The Lion, the Witch and the Wardrobe.
In het magische land gooit de vader van een boerenzoon een toverboek in het midden van een pentagram. Deze actie leidt ertoe dat de geest van de slechte magiër Sordid reïncarneert. Sordid stuurt een magische kleerkast naar Simon. Hoewel het de bedoeling is dat de kast Simon zou transporteren naar Sordid, belandt Simon aan het huis van de goede magiër Calypso. Om terug naar zijn eigen leefwereld te reizen, dient Simon op zoek te gaan naar de vloeistof "mucusade".

### Simon the Sorcerer's Pinball
Dit is een flipperkastspel uitgebracht door Adventure Soft in 1998. Het spel is enkel beschikbaar voor Microsoft Windows.

### Simon the Sorcerer's Puzzle Pack
Dit puzzelspel werd door Adventure Soft uitgebracht in 1998. Het is enkel beschikbaar voor Microsoft Windows. Het spel bestaat uit drie puzzels:
- Swampy Adventures – De kinderen van Swampling werden door Sordid ontvoert. De speler dient Swampling te leiden door 50 levels om zo zijn kinderen te kunnen bevrijden..
- NoPatience – Vier kaartspelen met speelkaarten waaronder Patience
- Jumble – Een soort van legpuzzels.

Verder bevat het pakket nog drie Windows Desktop Schema's gebaseerd op Simon the Sorcerer. Ten slotte is er nog een digitale variant van Chippy die als digitaal huisdier kan worden gebruikt..

### Simon the Sorcerer 3D
Het derde spel was gepland om te verschijnen als een 2D-spel. Er was echter geen enkele uitgever meer geïnteresseerd in het spel, waardoor het opnieuw werd ontwikkeld in een 3D-omgeving.